# Berga, Haninge kommun

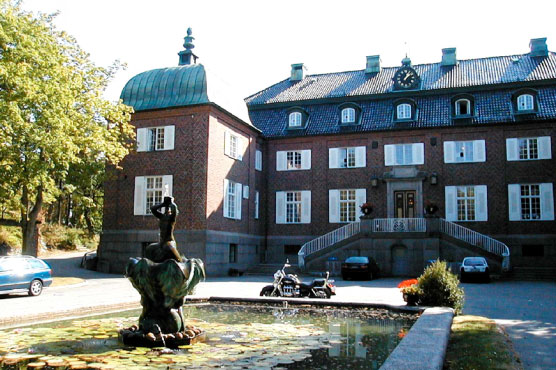
Berga slott, 2010.

Berga är dels en herrgård och dels ett tillhörande slott i Västerhaninge socken i Haninge kommun, på Södertörn i Södermanland och i Stockholms län.

## Berga by

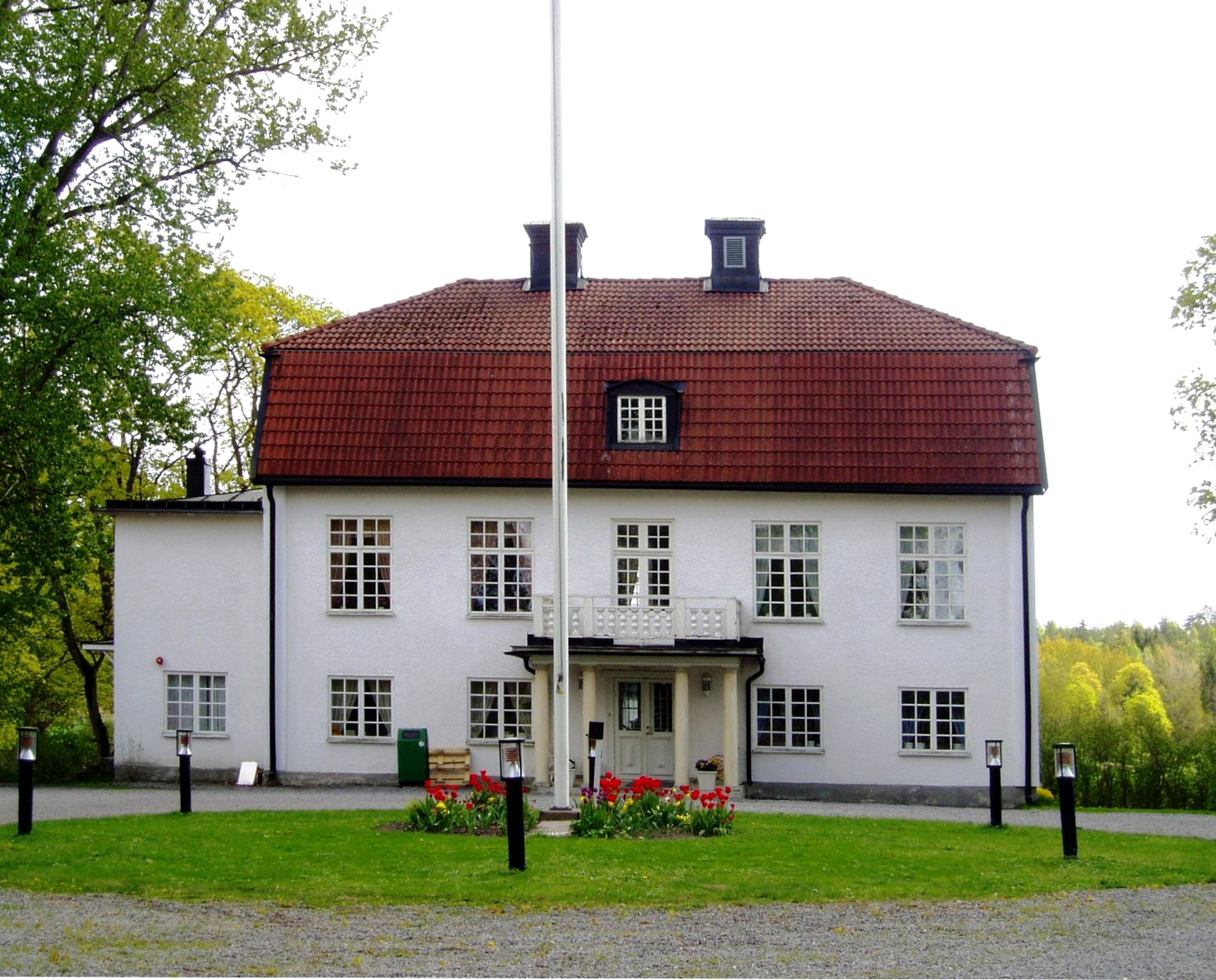
Berga herrgård som nu inhyser skolans kontor.

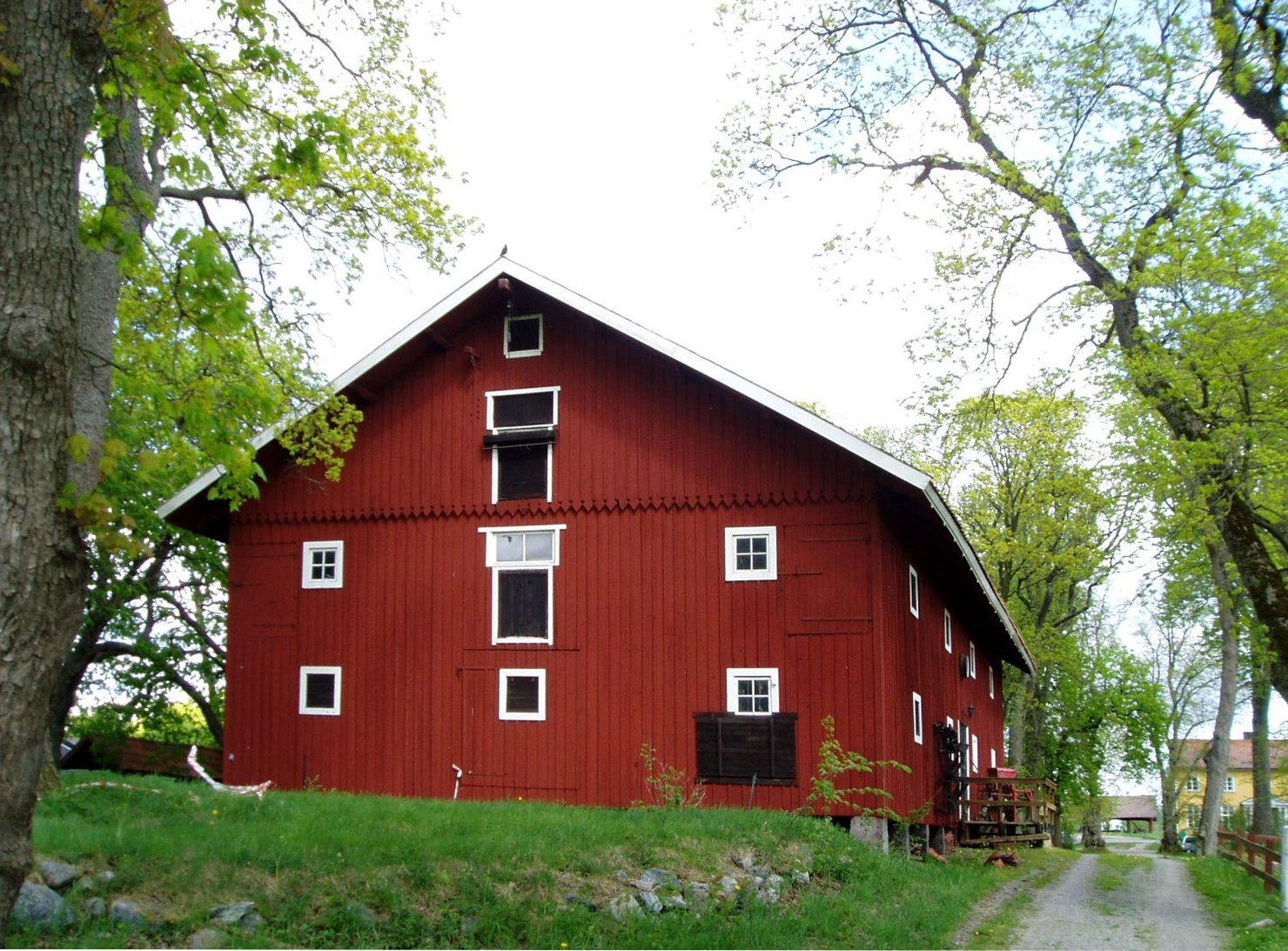
Magasinet som bland annat inrymmer ett museum vid Berga herrgård.

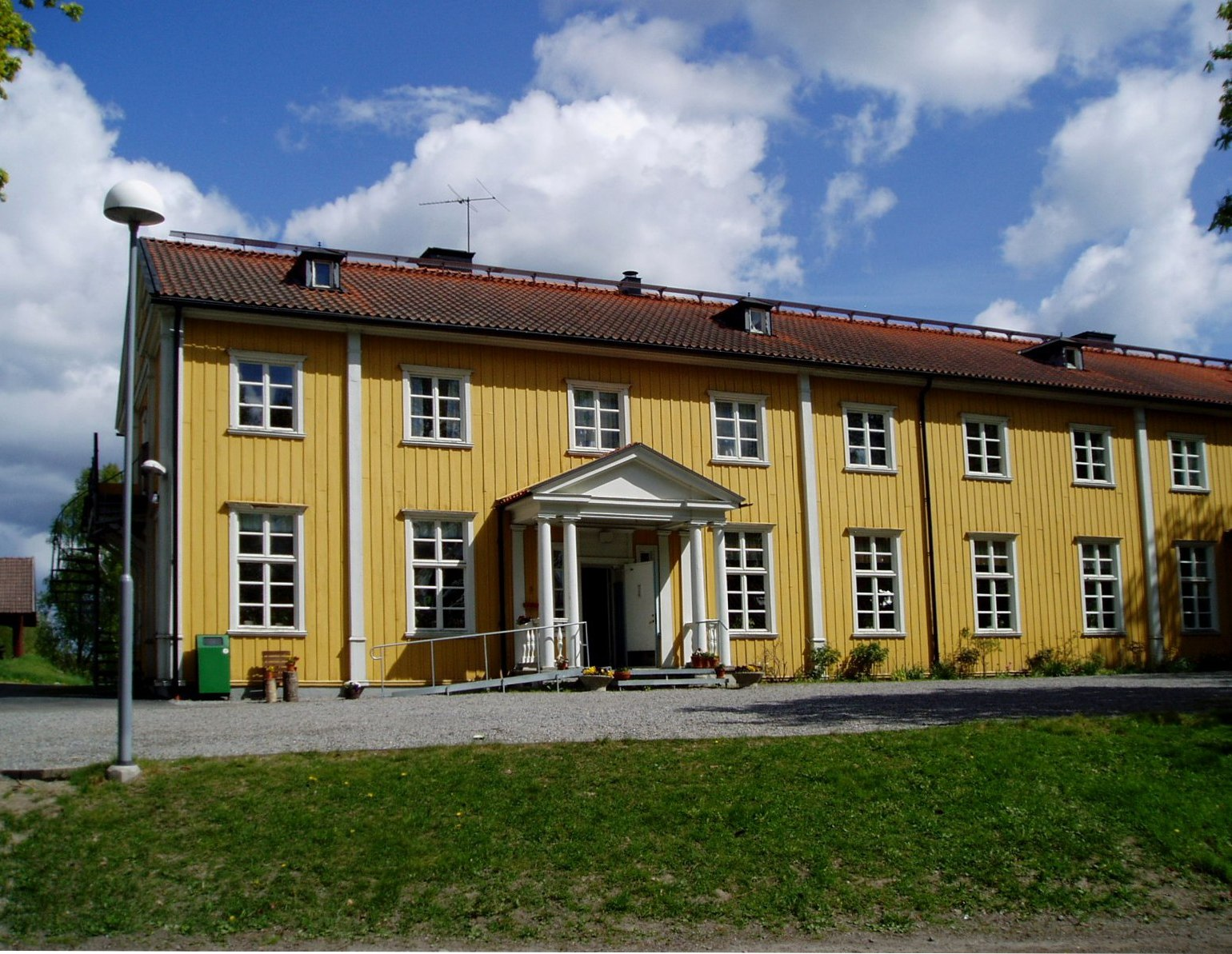
Skolbyggnaden vid Berga naturbruksgymnasium.

Ursprungligen var Berga en by med forntida anor. Gravrösen från bronsåldern och äldre järnåldern finns på bergen i väster och inom det öppna landskapet i öster och söder finns flera gravfält från yngre järnåldern, samt skålgropshällar och lämningar efter nu försvunna torp och gårdar som varit i bruk alltsedan medeltiden. Berga står omnämnd i skrift första gången 1401 som "Dygraberghom", därefter "Berghom" 1437. Byn omfattade 1554–1573 fyra mantal skatte- och ett kyrkohemman. Det sistnämnda låg vid byn Fors där runsten Sö 237 står i kanten utmed gårdens infart.

## Berga säteri
På 1600-talet omvandlades Berga under Johan Månsson Ulfsparres ägotid till ett säteri, som därefter tillhörde släkterna Girs, Ulfsparre, Gyldenbring, Törnflycht, Flach och Bredberg.
Senare ägare var år 1873 en kapten Karl Gustaf Bredberg som satsade stort på lantbruk och hästar, men som efter några år överlät gården till sterbhuset P.A. Casparssons arvingar. Bredberg kvarstod dock som framgångsrik arrendator till år 1897, då Johan August Scharp köpte gården vars ägor då omfattade 352 hektar, varav 91 ha åker, 7 ha äng och 254 ha skog.
Scharp som genomförde omfattande om- och nybyggnationer av gårdens ekonomibyggnader lät även renovera
huvudbyggnaden med ursprung från 1700-talet och som var uppförd av reveterat trä.
Efter en dramatisk brand uppfördes även en ny större ladugårdsbyggnad i sten samtidigt som ett  tidsenligt mejeri togs i bruk på gården. Boskapsbesättningen förbättrades även den genom att Scharp tog hem utvalda kreatur från England.
Efter 15 års utveckling till tidsenligt mönsterjordbruk såldes gården år 1912 till konsul Helge 
Ax:son Johnson som då redan ägde de närbelägna gårdarna Näringsberg och Forss.
År 1921 grundades vid herrgården och dess anläggningar Berga lantbruksskola, som numera är Berga naturbruksgymnasium.

## Berga slott
Det nuvarande Berga slott närmast Horsfjärden uppfördes 1913–1914 efter arkitekt Torben Gruts ritningar av dåvarande ägaren Helge Axelsson Johnson. Huset i två våningar är byggt av rött tegel och vilar på en sockel av granit. Det är försett med säteritak och har två tornförsedda flyglar mot borggårdssidan. Under Helge Axelsson Johnssons ägotid fanns vid Berga en stor jaktpark med bland annat visenter. Dessa djur överfördes senare till hans privata anläggning i Avesta. Andra djur som ingick i parken var hjortar, rådjur, grävlingar, rävar, harar och en mängd olika fågelarter. Om höstarna var det traditionell älgjakt och kung Gustav V med sällskap fick disponera en egen flygel vid Berga. Därmed blev Helge Ax:son Johnsson hovjägmästare och byggnaden upphöjdes till ett slott.

## Berga örlogsbas
Berga slott inköptes av staten 1944 för att inrymma Berga örlogsskolor (BÖS), vilka nedlades året 1999. Sedan 2005 finns Första amfibieregementet (Amf 1) lokaliserat vid Berga.